# 1979 en Norvège
Chronologie de la Norvège
- 1975
- 1976
- 1977
- 1978
- 1979
- 1980
- 1981
- 1982
- 1983

Cet article présente les faits marquants de l'année 1979 en Norvège ou relatifs à la Norvège.

## Gouvernance
- Olav V est roi de Norvège.
- Odvar Nordli dirige le gouvernement.

## Événements
- La peine de mort a été complètement abolie en Norvège par la loi du 8 juin 1979.

## Sport
- La saison 1979 du Championnat de Norvège de football était la 17e édition de la première division norvégienne à poule unique, la Tippeligaen. Les 12 clubs jouent les uns contre les autres lors de rencontres disputées en matchs aller et retour.

## Culture
- L'Héritage (Arven) est un film norvégien réalisé par Anja Breien, sorti en 1979. Il est en sélection officielle au Festival de Cannes 1979.

## Naissances
- Naissance en Norvège en 1979

## Décès
- Décès en Norvège en 1979